# Antoni Flores i Ardiaca
Antoni Flores i Ardiaca (Tremp, 7 de febrer de 1963 - 22 de maig de 2023) va ser un enginyer i polític català d'Esquerra Republicana de Catalunya. Va ser elegit diputat al Parlament de Catalunya a les eleccions catalanes del 2021 en representació de la província de Lleida, i va exercir fins a la seva mort als 60 anys.

## Trajectòria
Es va llicenciar en Enginyeria tècnica industrial a la Universitat Politècnica de Catalunya. Va treballar com a enginyer al sector privat durant anys, fins que va treballar com a professor de dibuix tècnic i tecnologia a l'Institut d'Educació Secundària de la Pobla de Segur entre 1991 i 2003).
Es presentà a les eleccions al Parlament de Catalunya de 2021, sent escollit diputat. Va morir el 2023.